# Vincennes (film)
Pour les articles homonymes, voir Vincennes (homonymie).
Pour plus de détails, voir Fiche technique et Distribution.
Vincennes est un film américain réalisé par Edwin L. Hollywood, sorti en 1923. 
Ce film muet en noir et blanc met en scène George Rogers Clark, un militaire américain de la guerre d'indépendance des États-Unis notamment connu pour sa capture de Vincennes en 1779.
Le film sera diffusé pour la première fois le 23 septembre 1941 sur la chaîne de télévision new-yorkaise WNBT.

## Synopsis
Durant la guerre d'indépendance des États-Unis, le général Rogers Clark et le révolutionnaire Patrick Henry se battent contre les Anglais dans le Territoire du Nord-Ouest.

## Fiche technique
- Titre original : Vincennes
- Réalisation : Edwin L. Hollywood
- Scénario : William B. Courtney
- Société de production : Chronicles of America Pictures
- Société de distribution : Pathé Exchange
- Pays d'origine :  États-Unis
- Langue : anglais
- Format : Noir et blanc – 1,33:1 – 35 mm – Muet
- Genre : film historique
- Longueur de pellicule : 900 m (3 bobines)
- Année : 1923
- Dates de sortie :
  -  États-Unis : 2 décembre 1923
- Autres titres connus :
  -  États-Unis : Chronicles of America #3: Vincennes

## Distribution
- Leslie Austin : George Rogers Clark
- William Walcott : Patrick Henry
- Robert Gaillard : Henry Hamilton
- Louis Reinhard : Francis Vigo (en)
- Percy Carr : Leonard Helm (en)